# Ahmad Al-Saqa
Ahmad Mohamad Salah El-Din Al-Saqa (1 de marzo de 1973) es un actor egipcio . 

## Sobre su vida
Proviene de una familia artística cuyo padre fue el director Salah Al-Saqa y su abuelo el cantante Abdo Al- Suruji. Estudió en la Academia Árabe de las Artes. Además, está casado y tiene dos hijos y una hija llamados Yaasin, Hamza y Nadia respectivamente. Su padre, el artista Mohamed Salah El-Din El-Saqa, fue director del teatro de Al-Arais, dirigió diversas obras, incluyendo " La gran noche - Burro de Shehab Al-Din - Sahseh When You Succeeded ". 
Ahmad Al-Saqqa se graduó del Instituto Superior de Artes Dramáticas, Departamento de Actuación y Dirección. Fue el primero de su promoción, lo que evidenciaba la aparición de una estrella brillante en el ámbito del arte. Se casó con Maha Al-Saghir,una de las amigas de su hermana Fátima. La boda tuvo lugar el 17 de noviembre de 1999, y posteriormente tuvieron dos hijos, "Yassin" y "Hamza", y una hija,"Nadia". 
Participó en el comienzo de su carrera artística adoptando papeles insignificantes, incluidas la obra teatral de Khedlak Alab en la que actuó como extra; Ghalat Fi Ghalat; la obra de hoy, el último Jinan con la estrella de la comedia Mohamed Reda; y, parece que lo robó Abdo . Fue descubierto por el escritor Osama Anwar Okasha ya que le impresionó en la obra de Khedlak Alab y se lo presentó al director Mohamed Fadel quien lo involucró en la serie  Al-Nawa.  
También tiene pequeños papeles en varios trabajos:  
- en la película Hot Night con la estrella Nour al-Sharif;
- en la película Days of Sadat con la estrella fallecida Ahmed Zaki;
- en la serie Al-Nawa con la estrella Firdous Abdel Hamid;
- en la serie y a quien no le gusta Fatima del actor Ahmed Abdel Aziz;
- en la serie Half-Rabie Al Akher con la estrella Yahya Al Fakhrani.

Actuó en  la serie " Taming the Fierce" con la estrella Athar Al-Hakim, protagonizó " Gazz" en Sullivan Paper, y participó en la famosa serie " Huanem Garden City" con las estrellas y celebridades más brillantes. 

## Sus trabajos

### Películas
| Año  | Película                        | Papel             |
| ---- | ------------------------------- | ----------------- |
| 1997 | Harmónica                       | Saif              |
| 1998 | Saeedi Fi Al Gammaa El Amrekiia | Ali               |
| 1999 | Hammam Fi Amsterdam             | Adriano           |
| 2001 | Días de Sadat                   | Atif El Sadat     |
| 2001 | Africano                        | Badr              |
| 2002 | Mafia                           | Hussein-Tarik     |
| 2004 | Tito                            | Tito              |
| 2005 | Guerra de Italia                | Yassin Tag Yassin |
| 2007 | Taymour w Shafika               | Taymour           |
| 2007 | La isla                         | Mansour El Hefni  |
| 2009 | Ibrahim Labyad                  | Ibrahim Labyad    |
| 2010 | El Dealer                       | Youssef El Sheikh |
| 2012 | El Beneficio                    | Hamza             |
| 2014 | La isla 2                       | Mansour El Hefni  |
| 2016 | Hace 30 años                    | Imad              |
| 2017 | Horob Etrary                    | Adham             |

### Series
- El fugitivo
- Por Egipto
- Amor de una tercera parte
- ¿Quién mató a Tamer Ouzah?

### Obras de teatro
- Ok 2003
- Afroto 2001
- Alabanda 2001
- Khedlak Aleb

### Programas
- Vencer a la sakka